# TULIP 青春の影 1972〜1986
『TULIP 青春の影 1972～1986』（チューリップ せいしゅんのかげ 1972～1986）は、チューリップのベストアルバム。1986年12月20日発売。

## 解説
ファンハウス在籍時唯一のベスト・アルバム。TRIAD移籍前後に発売。
選曲はファンハウス時代の楽曲だけに留まらず、アルバムタイトルの指す通り、東芝EMI時代の楽曲も数多含まれている。
第3期に突入したことで財津和夫の色がより濃くなったバンドの状況を反映するかのように、財津がボーカルを務めた楽曲が24曲中22曲を占めるほか、『風のメロディ』以外は財津が作詞・作曲をしている。
また、チューリップ名義であるにもかかわらず、財津のソロ楽曲がスタジオテイクのまま2曲おさめられている。
ジャケットは葉をモチーフにしたデザインであるが、ジャケット内側は同じイメージで描かれた財津の絵が添えられている。

## 収録曲

### LP
RECORD ONE
SIDE 1
1. 魔法の黄色い靴
  - 作詞／作曲：財津和夫　編曲：チューリップ・木田高介　ボーカル：財津和夫
2. 心の旅
  - 作詞／作曲：財津和夫　編曲：チューリップ・青木望　ボーカル：姫野達也
3. 夢中さ君に
  - 作詞／作曲：財津和夫　編曲：チューリップ・青木望　ボーカル：財津和夫
4. 銀の指環
  - 作詞／作曲：財津和夫　編曲：チューリップ　ボーカル：姫野達也
5. 青春の影　※シングルバージョンを収録
  - 作詞／作曲：財津和夫　編曲：チューリップ・青木望　ボーカル：財津和夫
6. サボテンの花
  - 作詞／作曲：財津和夫　編曲：チューリップ　ボーカル：財津和夫

SIDE 2
1. 人生ゲーム
  - 作詞／作曲：財津和夫　編曲：チューリップ　ボーカル：財津和夫
2. 風のメロディ
  - 作詞：財津和夫／作曲：財津和夫・姫野達也　編曲：チューリップ　ボーカル：財津和夫・姫野達也
3. ブルー・スカイ
  - 作詞／作曲：財津和夫　編曲：チューリップ・乾裕樹　ボーカル：財津和夫
4. 夕陽を追いかけて
  - 作詞／作曲：財津和夫　編曲：チューリップ・瀬尾一三　ボーカル：財津和夫
5. 虹とスニーカーの頃
  - 作詞／作曲：財津和夫　編曲：チューリップ　ボーカル：財津和夫
6. WAKE UP　※財津のソロ楽曲
  - 作詞／作曲：財津和夫　編曲：財津和夫　ボーカル：財津和夫

RECORD TWO
SIDE 3
1. I am the Editor（この映画のラストシーンは、ぼくにはつくれない）
  - 作詞／作曲：財津和夫　編曲：チューリップ　ボーカル：財津和夫
2. 一枚の絵　※財津のソロ楽曲
  - 作詞／作曲：財津和夫　編曲：財津和夫　ボーカル：財津和夫
3. Shooting Star
  - 作詞／作曲：財津和夫　編曲：チューリップ　ボーカル：財津和夫
4. We Can Fly
  - 作詞／作曲：財津和夫　編曲：チューリップ　ボーカル：財津和夫
5. 夏の夜の海
  - 作詞／作曲：財津和夫　編曲：チューリップ　ボーカル：財津和夫
6. 愛の迷路
  - 作詞／作曲：財津和夫　編曲：チューリップ　ボーカル：財津和夫

SIDE 4
1. it WAS love
  - 作詞／作曲：財津和夫　編曲：チューリップ　ボーカル：財津和夫
2. もっと幸せに素直になれたら
  - 作詞／作曲：財津和夫　編曲：チューリップ　ボーカル：財津和夫
3. アイ・アイ・アイ
  - 作詞／作曲：財津和夫　編曲：チューリップ　ボーカル：財津和夫
4. 涙のパーティー
  - 作詞／作曲：財津和夫　編曲：チューリップ　ボーカル：財津和夫
5. くちづけのネックレス
  - 作詞／作曲：財津和夫　編曲：チューリップ　ボーカル：財津和夫
6. 愛の風
  - 作詞／作曲：財津和夫　編曲：チューリップ　ボーカル：財津和夫

### CD

#### DISC.1
1. 魔法の黄色い靴
2. 心の旅
3. 夢中さ君に
4. 銀の指環
5. 青春の影
6. サボテンの花
7. 人生ゲーム
8. 風のメロディ
9. ブルー・スカイ
10. 夕陽を追いかけて
11. 虹とスニーカーの頃
12. WAKE UP

#### DISC.2
1. I am the Editor（この映画のラストシーンは、ぼくにはつくれない）
2. 一枚の絵
3. Shooting Star
4. We Can Fly
5. 夏の夜の海
6. 愛の迷路
7. it WAS love
8. もっと幸せに素直になれたら
9. アイ・アイ・アイ
10. 涙のパーティー
11. 口づけのネックレス
12. 愛の嵐